# Tsuneko Okazaki
Tsuneko Okazaki (岡崎 恒子?, Okazaki Tsuneko; Nagoya, 7 giugno 1933) è una biologa giapponese.
Professoressa emerita dell'Università di Nagoya, insignita della Medaglia con Nastro Viola, Persona con Merito Culturale e dell'Ordine della cultura. Nota per la sua ricerca sul "frammento di Okazaki", un frammento di DNA che ha predetto il meccanismo di replicazione genica.

## Biografia
Nata a Nagoya nella prefettura di Aichi come seconda figlia di Takima Hara, un chirurgo. Nel 1952 si iscrisse al Dipartimento di biologia della Facoltà di Scienze all'Università di Nagoya. Durante la sua ricerca di laurea al Marine Research Institute dell'Università di Nagoya incontrò Reiji Okazaki che sposò nel 1956, iniziando ricerche in comune. Durante il corso di dottorato vinse una borsa di studio Fulbright e continuò gli studi insieme al marito all'Università del Washington e all'Università di Stanford.
Nel 1963 tornò in Giappone, dove nacque il primo figlio. Dal 1965 assistente all'Università di Nagoya. Nel 1966 assieme al marito Reiji scoprì il frammento di Okazaki. Nel 1973, dopo la nascita del secondo figlio, suo marito si ammalò di leucemia e morì nell'estate del 1975. Dal 1976 professoressa associata, dal 1983 fu la prima professoressa ordinaria donna all'Università di Nagoya e dal 1997 professoressa emerita.
Nel 1986 ricevette il premio alla cultura Chunichi per la sua delucidazione del meccanismo molecolare della replicazione discontinua del DNA, il 2000 L'Oréal Helena Rubinstein Award (attualmente L'Oréal-UNESCO Award for Women in Science) e la Medaglia con Nastro Viola. Nel 2015 fu insignita Persona con Merito Culturale e nel 2021 ricevette l'Ordine della Cultura.